# Danish Records
Danish Records er et københavnsk pladeselskab grundlagt i 2011. Danish Records står pt. for to udgivelser. Heriblandt Magenta Skycodes Relief. 
Pladeselskabets første danske signing,  Overmoon, udgav deres første single  Magic i løbet af 2012 som led i bandets debutalbum sat til udgivelse i 2013.

## Ekstern henvisning
- Officiel hjemmeside Arkiveret 29. juni 2013 hos  Wayback Machine